# Bion-M1

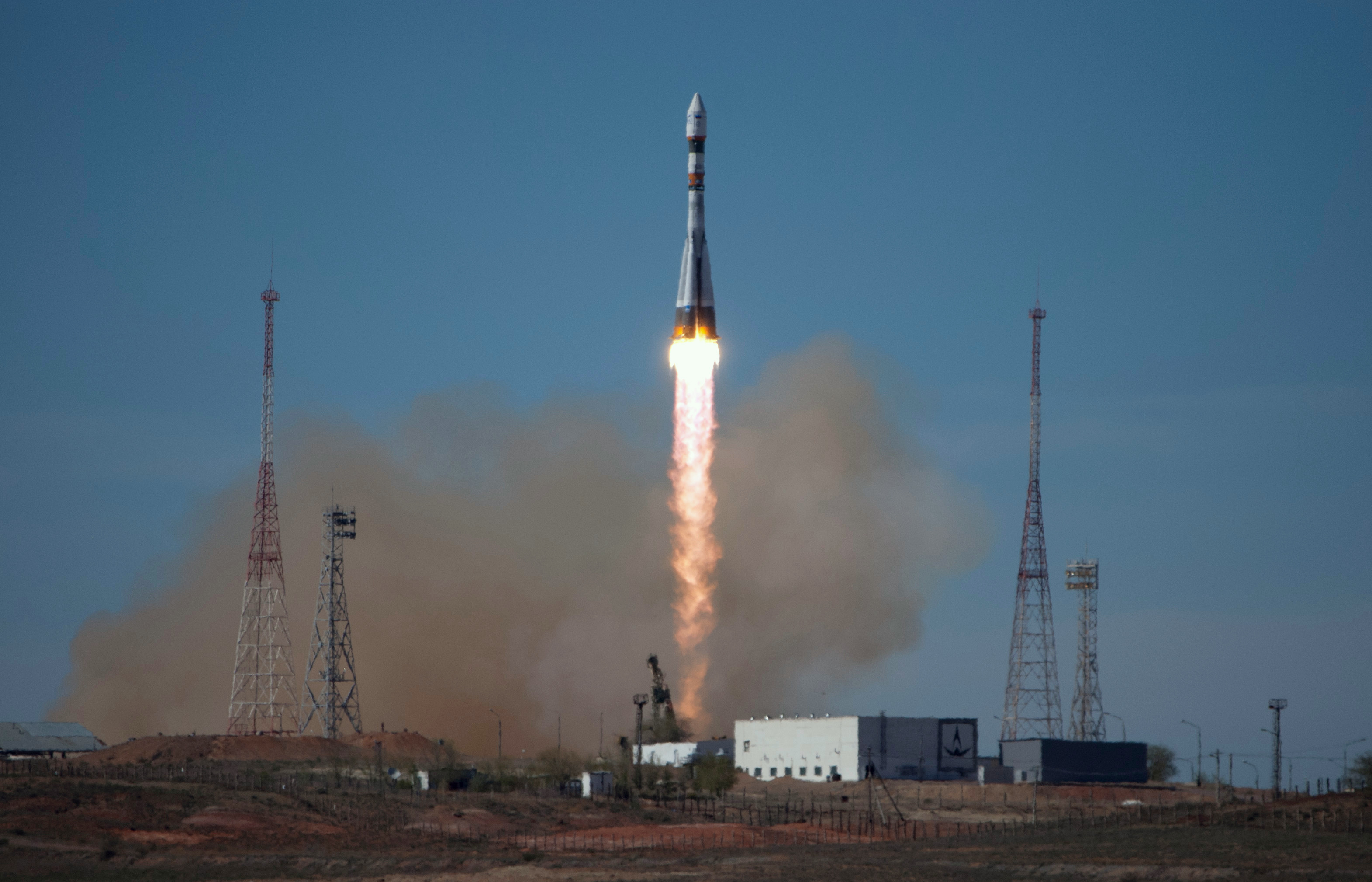
Start rakiety Sojuz 2 z satelitą Bion-M1

Bion-M1 (ros. Бион-М1) – rosyjski satelita biologiczny, będący kolejnym satelitą programu Bion. Był to pierwszy satelita tego programu będący częścią nowej serii satelitów Bion-M, które w odróżnieniu od poprzedniej generacji charakteryzują się nowszym systemem kontrolnym i paliwowym, oraz nowym silnikiem.

## Misja
Bion-M1 został wystrzelony w kosmos 19 kwietnia 2013 o 10:00 czasu uniwersalnego z kosmodromu Bajkonur na rakiecie Sojuz 2. Oprócz samego satelity wyniesione również zostały nanosatelity Beesat-2, Beesat-3, SOMP, OSSI-1, Dove 2 i AIST 2, które były podczepione do kadłuba modułu serwisowego głównego satelity. 
Bion-M1 pracował do 19 maja 2013, kiedy to jego kapsuła powrotna, w której umieszczono zwierzęta doświadczalne, wylądowała na terenie obwodu orenburskiego w Rosji. Po otwarciu kapsuły stwierdzono zgon większości zwierząt, głównie spowodowany awarią urządzeń pokładowych odpowiedzialnych za utrzymywanie zwierząt przy życiu.

## Zwierzęta umieszczone na pokładzie satelity[5]
- Myszy (Mus musculus) - z 45 wysłanych w kosmos osobników 16 powróciło żywych. 15 myszy padło wskutek awarii podajnika pokarmu, pozostałe nie wytrzymały z powodu stresu[2].
- Myszoskoczki mongolskie (Meriones ungviculatus) - żadne z 8 zwierząt nie przeżyło lotu wskutek awarii oprzyrządowania.[2]
- Gekony (Chondrodactylus turneri Gray) - 15 osobników przeżyło lot.[2]
- Ryby (Oreochromis mossambicus) - nie przeżyły lotu wskutek awarii oprzyrządowania[2].
- Ślimaki (Helix pomatia Linnaeus) - 20 osobników przeżyło lot.
- Mikroorganizmy